# Polyspilota caffra
Polyspilota caffra är en bönsyrseart som beskrevs av John Obadiah Westwood 1889. Polyspilota caffra ingår i släktet Polyspilota och familjen Mantidae.

## Underarter
Arten delas in i följande underarter:
- P. c. caffra John Obadiah Westwood, 1889
- P. c. transvaaliana Giglio-Tos, 1911